# Viola Léger
Pour les articles homonymes, voir Léger.
Viola Léger, née le 29 juin 1930 à Fitchburg au Massachusetts (États-Unis) et morte le 28 janvier 2023, est une actrice et sénatrice canadienne. Principalement connue comme étant l'interprète de La Sagouine, elle est officière de l'Ordre du Canada et membre de l'Ordre du Nouveau-Brunswick.

## Biographie

### Enfance et formation
Viola Léger est née le 29 juin 1930 à Fitchburg au Massachusetts de parents acadiens. Elle est la deuxième de sept enfants d'André Léger et de Nathalie LeBlanc. À 18 ans, après ses études primaires et secondaires, comme Viola veut se joindre à une communauté francophone enseignante religieuse, elle part au Nouveau-Brunswick et entre chez les Sœurs de Notre-Dame-du-Sacré-Cœur. Elle y fera sa formation et en 1951 c'est au Collège Notre-Dame d'Acadie - dont l'ouverture a eu lieu en 1949 à Moncton - qu'elle commencera son enseignement et son implication dans la vie parascolaire des étudiantes. À cette époque, Antonine Maillet est également sœur au sein de la même congrégation. Ce sera non seulement l'occasion pour ces deux amies de constater leur intérêt mutuel pour le théâtre, mais cela les amènera à créer des liens qui auront une grande influence sur leur carrière mutuelle.

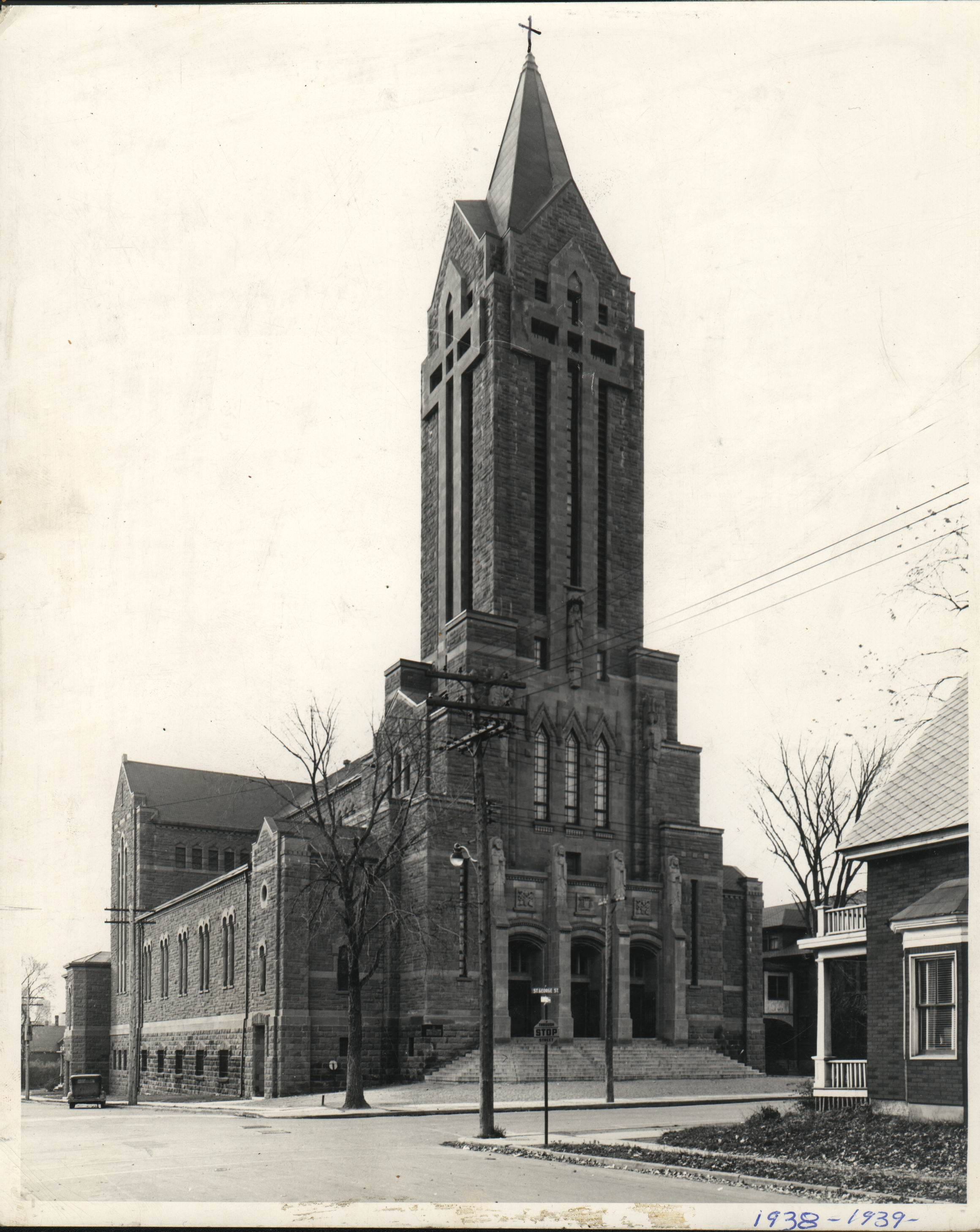
Cathédrale de Moncton, 1938-1939.

Viola Léger détient un baccalauréat ès arts (1964) et un baccalauréat en éducation de l'Université de Moncton (1971) ainsi qu'une maîtrise en beaux-arts (enseignement théâtral) de la Boston University (1970), qui sera suivie d'un stage à l'École Jacques-Lecoq de Paris (1970-1971).

### Enseignante et éducatrice
Alors qu'elle est en communauté, Viola Léger oriente sa carrière dans l'enseignement, sa première passion, dans les classes du secondaire. Elle enseigne au Collège Notre-Dame d’Acadie (1955-1960), puis à l'Académie Notre-Dame à Drummond (1960-1961) ainsi qu'à Grand-Sault (1961-1968) et enfin à l’école Vanier de Moncton (1971-1972).

L'Acadie de Viola Léger.

Jusqu'en 1972, elle enseigne, selon les années, le français, l'anglais, le théâtre et la musique. Au cours d'activités parascolaires, elle met en scène plusieurs pièces de théâtre, en anglais ou en français, avec ses élèves, remportant de vifs succès lors de compétitions. Dans les années 1980-1990, elle recommence à donner des cours de théâtre à divers endroits, dont à l'Université de Moncton où elle est professeure invitée.

### Comédienne
Après sa carrière comme enseignante au Nouveau-Brunswick, elle se tourne vers sa deuxième passion, le théâtre. Entre-temps, elle a quitté la congrégation Notre-Dame-du-Sacré-Cœur.

#### La Sagouine
Sans s’en douter, c’est en acceptant d’interpréter le rôle de La Sagouine que Viola Léger permet à sa carrière de comédienne de prendre son envol. Ce rôle, elle l’incarne pendant plus de 40 ans en donnant environ 3000 représentations, non seulement au Nouveau-Brunswick, mais aussi dans différentes villes du Canada (dont Montréal, Toronto, Ottawa et Hull) et dans plusieurs pays d’Europe (France, Monaco, Belgique et Suisse) ainsi qu’aux États-Unis.

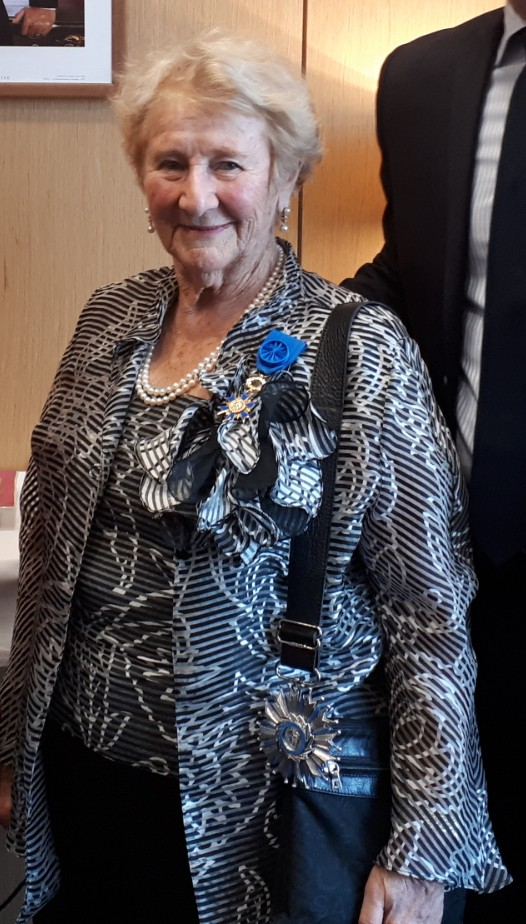
Antonine Maillet écrit La Sagouine en 1970.

En novembre 1970, Antonine Maillet doit envoyer deux textes radiophoniques de 15 minutes à Radio-Canada de Moncton à l'émission radiophonique matinale Sans maquillage. Or, l'inspiration tarde à venir. Elle met alors par écrit des textes auxquels elle pensait depuis longtemps : La Mort et Nouël. Rapidement, les auditeurs et les auditrices demandent d'autres épisodes, et ce, pendant seize semaines. Face au succès, la maison d'édition montréalaise Leméac s'intéresse à l’œuvre que Madame Maillet est en train de créer et décide d'en faire un livre. Alors que Viola Léger étudie à l'École Jacques-Lecoq à Paris, Antonine Maillet envoie pendant ce temps les premiers textes de La Sagouine à son amie Viola et lui demande son avis. Elle a devant les yeux :  
« [une] pièce pour une femme seule », composée de monologues, elle met en scène un personnage « d’en bas » dont la vie a été façonnée par la pauvreté, la misère et la servitude matérielle et spirituelle, aux gens « d’en haut » d’abord et puis au clergé. Située dans un contexte acadien, elle constitue néanmoins une dénonciation claire de l’injustice sociale sous toutes ses formes, en tout temps et en tout lieu. »  
Antonine Maillet lui demande si elle voudrait jouer cette Sagouine. C'est à l'occasion du lancement du livre que Viola Léger aura l'occasion d'incarner La Sagouine pour la première fois devant un public. Eugène Gallant, professeur d'art dramatique à l'Université de Moncton, aide Viola à choisir des extraits à partir du livre. C'est le début d'une longue collaboration entre les deux. Le lancement a lieu le 23 juillet 1970 dans une salle de la bibliothèque de l'Université de Moncton devant 150 invités. Tout de suite, la magie opère. Déguisée en Sagouine, Viola Léger se met à faire le ménage pendant le discours de Madame Maillet. Quand certaines personnes, qui la prennent pour une femme de ménage, lui font comprendre que sa présence n'est pas indiquée, elle lance « J'ai peut-être ben la face nouère pis la peau craquée, ben j'ai les mains blanches, Monsieur! ». Pour Zénon Chiasson il s'agit d'« une actrice qui fait la rencontre d'un grand rôle, ou plutôt d'un rôle qui fait la rencontre d'une grande actrice ».

Jean-Guy Gagnon, directeur artistique des Feux Chalins (1969-1976), propose ensuite de monter La Sagouine dans son café-théâtre de Moncton. Après 4 mois de travail avec Antonine Maillet et Eugène Gallant, Viola Léger, alors professeure d'art dramatique à l'école secondaire Vanier, incarnera La Sagouine, une femme de ménage de 72 ans, mariée à Gapi et mère de 12 enfants, dont neuf sont morts en bas âge. La Sagouine livre ses réflexions sur sa vie et sur celle des gens de son milieu à travers les textes d'Antonine Maillet : Le Métier, La Mort, Nouël, Le Recensement, Bancs d'église, Les Prêtres, La Guerre, Le Bon Djeu et Le Printemps. Rita Scalabrini a créé le costume : robe de coton jaune, long chandail violet, tablier blanc sale, bonnet orange foncé, bas courts violet et sabots. Munie d'un sceau et d'une « moppe », Viola Léger entre en « monologue avec les spectateurs ». Le soir de la première aux Feux Chalins, le 26 novembre 1971, la salle est comble. Viola Léger a le tract :   
« À l’envers du décor, enfouie dans une petite loge improvisée, en train de finir les dernières retouches de mon maquillage, je claque des dents, de froid et de peur. Je n’avais jamais monté sur les planches auparavant. Dans les soirées familiales pour m’amuser, oui; dans mes classes de jeu à l’Université de Boston et chez Jacques Lecoq, oui. Mais du vrai, du professionnel, jamais ». 
Avec ce tract qui ne la quittera plus avant chaque représentation, elle entame une tournée en Acadie de janvier 1972 jusqu'à l'été 1973. Toujours professeure, elle prend un congé de plusieurs mois. Accompagnée de seulement deux techniciens, La Sagouine est présentée dans une quarantaine de villes au Nouveau-Brunswick, entre autres à Shediac, Bouctouche, Notre-Dame, Rogersville. Jean-Guy Gagnon, directeur des Feux Chalins, prend en charge cette tournée à titre de directeur du Centre provincial pour la diffusion de la culture.
Rapidement, la pièce est demandée au Québec. Au printemps de 1972, Viola Léger joue à Québec. Elle fait un crochet au Festival national Théâtre Canada à Saskatoon, où La Sagouine représente le Nouveau-Brunswick, avant de repasser au Québec, à Sherbrooke précisément. Une demande se fait également sentir à Montréal. La pièce sera finalement présentée au Théâtre du Rideau Vert durant ses lundis de relâche en octobre 1972. Dès la première, qui a lieu le 9 octobre, le succès est immédiat. Le Rideau Vert, plus particulièrement Mercedes Palomino, propose aussitôt à Antonine Maillet et à sa comédienne Viola Léger de présenter à nouveau la pièce dans une nouvelle mise en scène du 8 mars au 14 avril 1973. C’est le début d'une longue collaboration avec le théâtre. La qualité de son jeu est louée par plusieurs critiques, dont Claude Baignères qui écrit  dans Le Figaro: « Le tout est interprété par Viola Léger, une comédienne hors du commun. Elle a le ton, le geste, le timbre, la note absolument justes sans jamais chercher le moindre effet. Mais quelle présence, quelle chaleur et quelle leçon! »

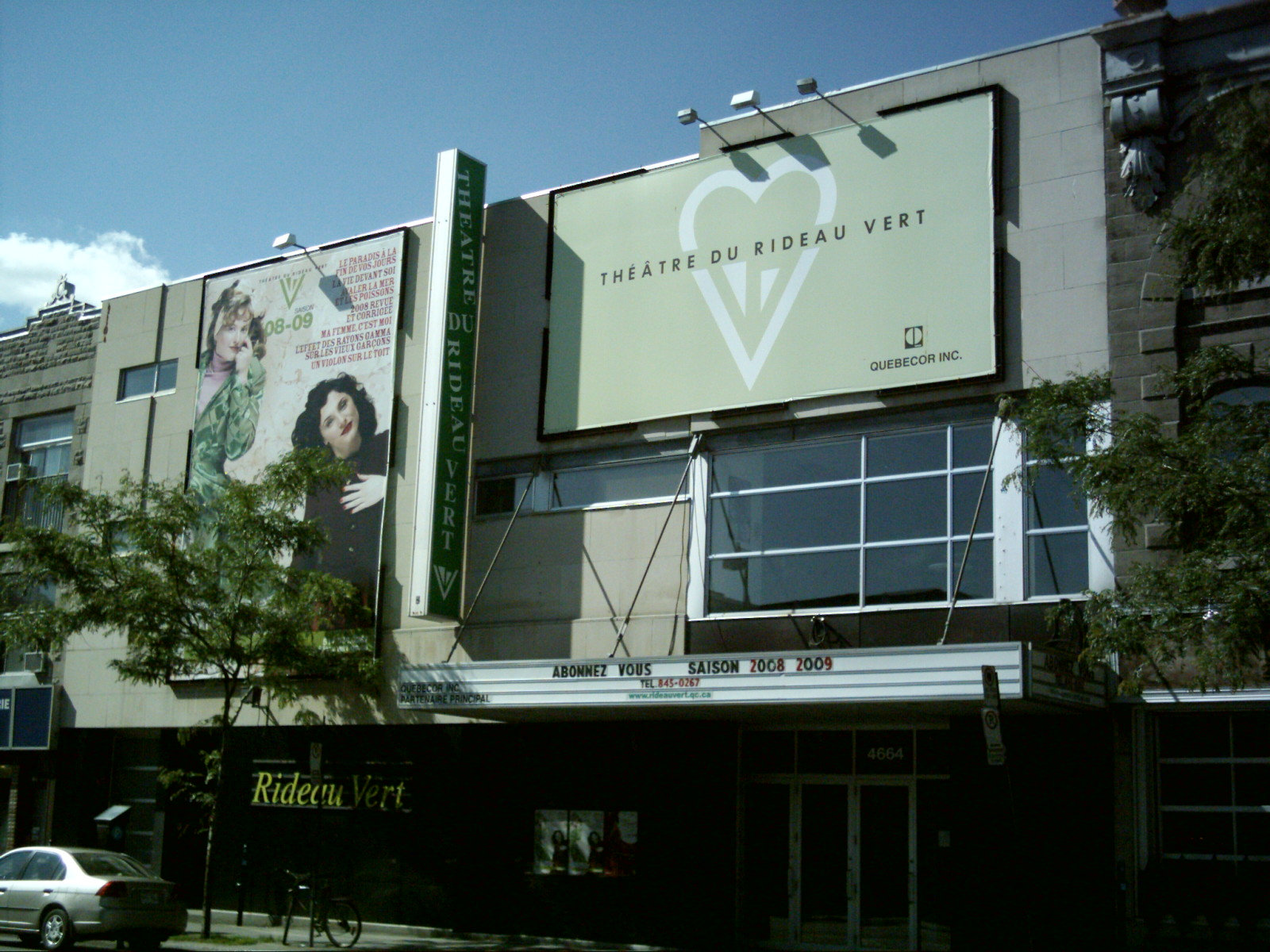
Mercedes Palomino décide de présenter La Sagouine au Théâtre du Rideau Vert à Montréal.

En 1973, La Sagouine est jouée en Europe pour la première fois. En France, invitée par la délégation officielle du gouvernement du Nouveau-Brunswick, Viola Léger donne trois représentations au Centre culturel canadien.
L'année suivante, La Sagouine est enregistrée sur vinyle au Rideau Vert (London, Productions Mercedes Palomino) le 31 août. Puis en décembre, La Sagouine II, incluant de nouveaux dialogues, est montée sur les planches. Antonine Maillet prépare de plus une édition revue et augmentée pour Radio-Canada. Seize émissions de 30 minutes chacune sont diffusées à la télévision en 1975. De cette version, l'écrivaine tire le spectacle qu'elle considère classique composé des monologues Le Métier, Les Bancs d'église, Le Recensement, Le Printemps et La Mort. Pendant plus de quatre décennies, Viola Léger incarne ce personnage devenu légendaire jusque dans les dernières années de sa vie, notamment au Théâtre du Rideau Vert en 2012 et au Théâtre de l'Île à Gatineau en 2015.

Au cours de sa carrière, elle joue également La Sagouine en anglais à Montréal, Ottawa, Toronto, Winnipeg, Charlottetown et en tournée en Nouvelle-Angleterre. En 1973, Viola Léger interprète la femme de ménage au 5e Festival mondial du Théâtre amateur à Monte-Carlo, dans la principauté de Monaco. En 1976, elle retourne en Europe et présente La Sagouine dans 27 villes en France, dont plus de deux semaines au théâtre d'Orsay de Jean-Louis Barrault et de Madeleine Renaud à Paris, en Belgique et en Suisse. Elle participe au Festival d’Avignon, deux ans plus tard, en 1978.

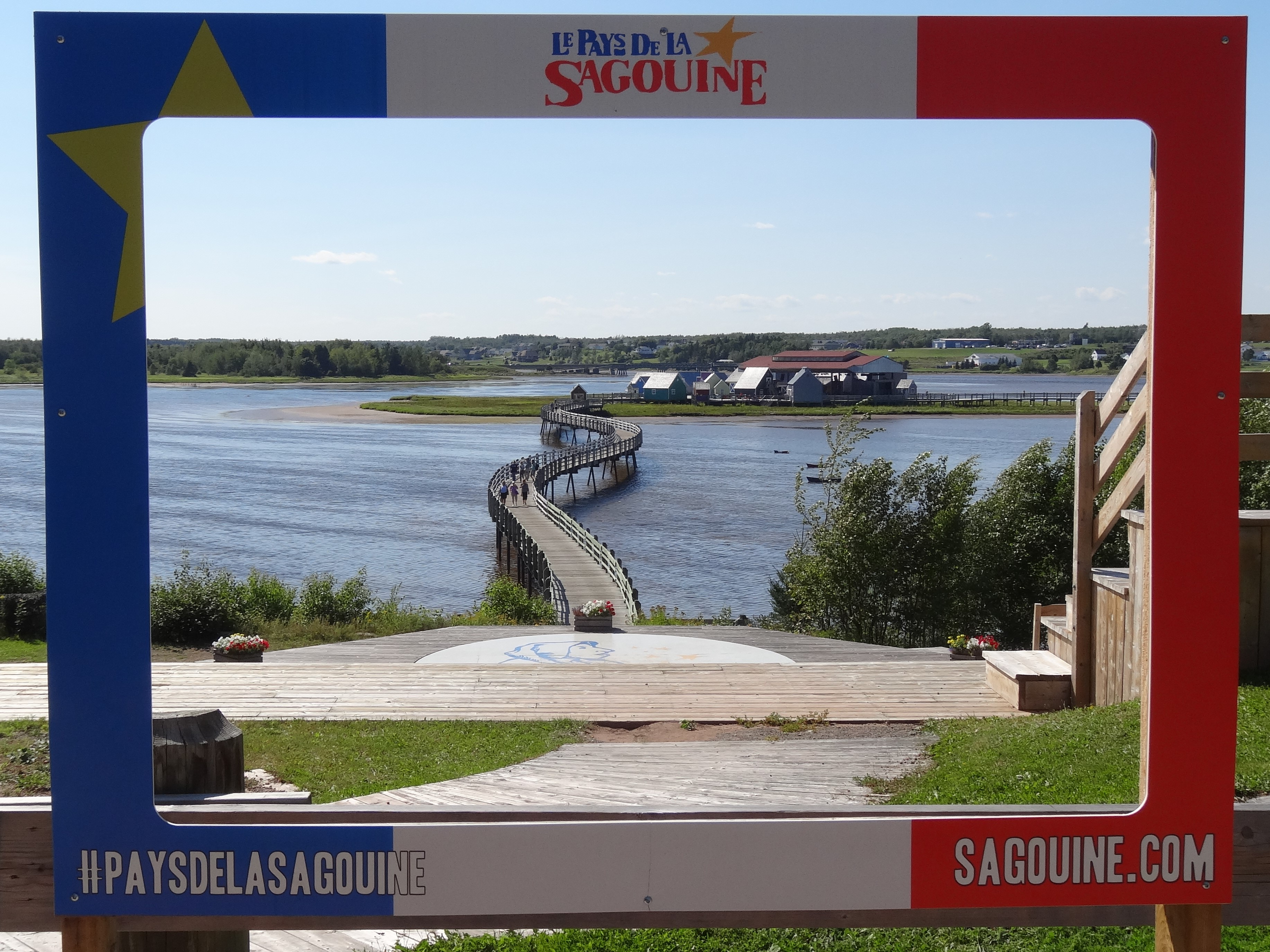
Le Pays de La Sagouine est créé en 1992 à Bouctouche.

Créé en 1992 et situé sur un îlot au milieu de la baie de Bouctouche (l’Île-aux-Puces dans l’œuvre d’Antonine Maillet), le Pays de la Sagouine devient un lieu touristique saisonnier très couru. Chaque été, de 1992 à 2016, Viola Léger interprète La Sagouine sur la scène du Pays de la Sagouine.

#### D'autres rôles au théâtre, à la télévision et au cinéma
Au fil des ans, Viola Léger interprète une trentaine d'autres rôles au théâtre – en français ou en anglais – dans les pièces d'Anne Legault, Garcia Lorca, Michel Tremblay, Tennessee Williams ou de Tom Ziegler. Elle incarne notamment Mère Chapdelaine dans Maria Chapdelaine (Rideau Vert, 1977), Albertine à l’âge de 70 ans dans Albertine, en cinq temps (Théâtre du P’tit Bonheur, 1985), Maude dans Harold et Maude (Compagnie Viola-Léger, 1986), Aline dans La visite des sauvages (Théâtre de l’Île, 1990) et Grace dans Grace et Gloria (Rideau Vert en 1997, reprise quelques fois). Ce rôle lui vaut d'ailleurs le Masque de la meilleure actrice ex æquo avec sa partenaire Linda Sorgini en 2001. Viola Léger joue dans d'autres pièces d'Antonine Maillet, parmi lesquelles Évangéline deusse au Rideau Vert en 1976.
On la voit également plusieurs fois à la télévision, dont dans les téléromans Libre-échange (1990-1991) à TQS et Bouscotte (1997-2001) à Radio-Canada. Toujours à Radio-Canada, La Sagouine a connu deux séries : 1975 et 2006 . Viola Léger a enfin joué quelques rôles au cinéma, notamment dans Le Violon d’Arthur de Jacques Savoie (1991) et dans Le secret de Jerôme de Phil Comeau (1994). En 2016, elle interprète son dernier rôle dans Homecare, un court métrage de Pamela Gallant.

### La Compagnie Viola Léger
En 1985, Viola Léger fonde, avec Paul Marcel Albert, une compagnie qui lui permettra d’être plus présente en Acadie. Celle-ci portera son nom : la Compagnie Viola Léger. Dans la première production en 1986, Harold et Maude, alors qu'elle se trouve au sommet de sa carrière, Viola Léger donne la chance à un jeune finissant, Roy Dupuis.
La compagnie monte ensuite d'autres pièces, dont une nouvelle version de La Sagouine, mise en scène par Yvette Brind'Amour (1987). Elle produit également Éloizes et Étoiles dans une mise en scène de François Barbeau. Viola Léger y joue avec Angèle Arsenault (1988). La compagnie produit La Joyeuse criée d'Antonine Maillet, dans une mise en scène de François Barbeau. Viola Léger y joue, accompagnée du musicien Johnny Comeau (1989). Aux prises avec des difficultés financières, la compagnie cesse toutefois ses activités en 1989.

### Sénatrice

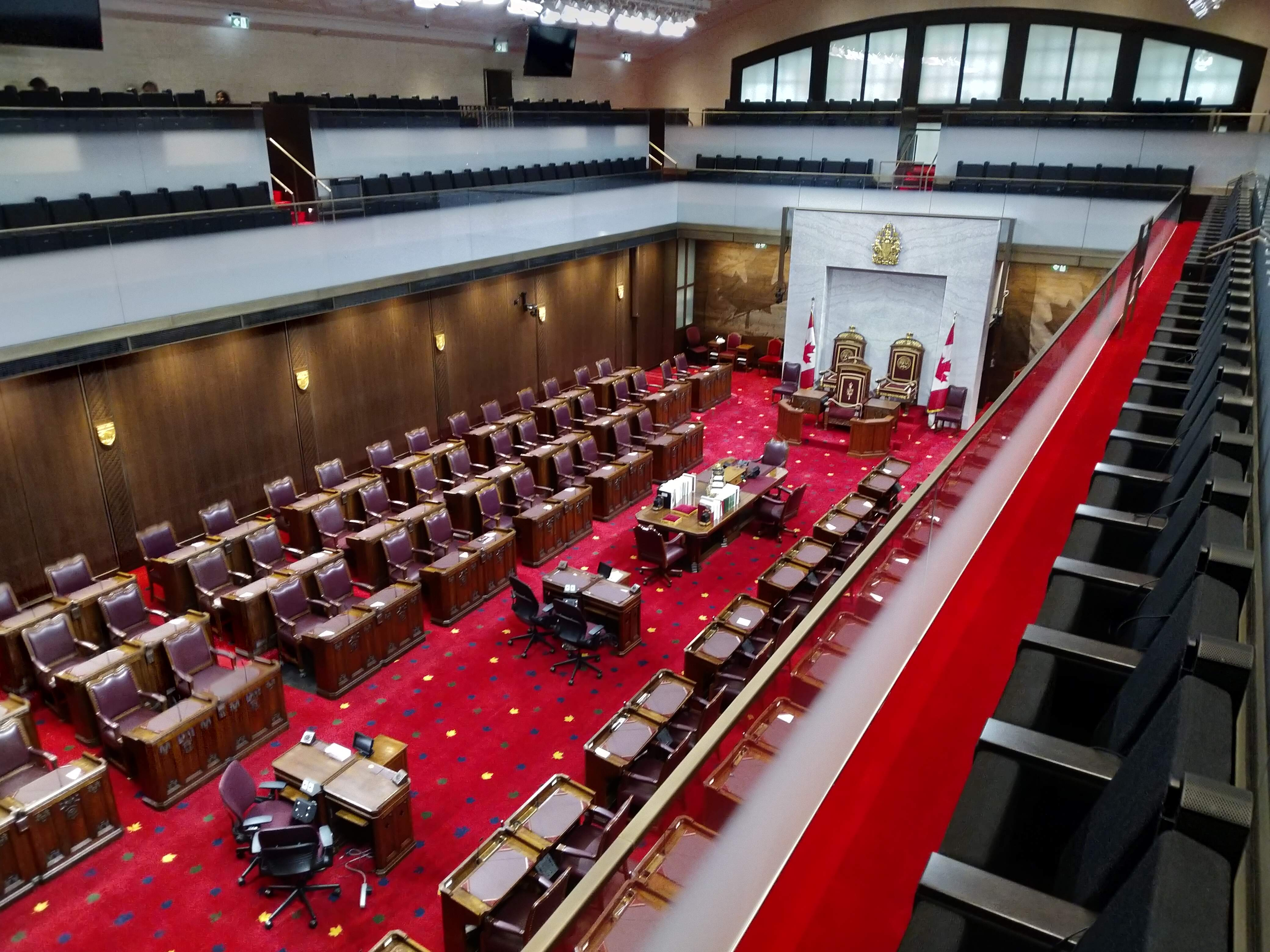
Viola Léger a été sénatrice de 2001 à 2005.

Répondant à l’invitation de l’Honorable Jean Chrétien, premier ministre du Canada, Viola Léger a siégé au Sénat du Canada du 13 juin 2001 jusqu'à sa retraite à l'âge de 75 ans le 29 juin 2005. Désireuse de faire valoir les besoins des minorités, elle siège sur deux comités : le Comité des peuples autochtones et le Comité des langues officielles.
Comme l’atteste le sénateur René Cormier à la séance du Sénat du 2 mars 2017, madame Léger a mis à profit son droit de parole pour : « livr[er] de vibrants plaidoyers pour la défense des arts et de la culture. »

### Fondation
Viola Léger a créé la Fondation Viola-Léger en 1999 afin de promouvoir et développer le théâtre en Acadie. Depuis sa création, cela se traduit par l’octroi de bourses à des comédiens et des comédiennes en début de carrière, dont Gabriel Robichaud et Robin-Joël Cool. Il s'en souvient en 2024 : « elle m'avait appelé personnellement pour m'assurer de son soutien et m'assurer aussi que je n'allais pas être le seul Acadien à obtenir un diplôme » du Conservatoire d'art dramatique de Montréal. Elle a soutenu plusieurs autres causes et institutions dont l’Université de Moncton.

### Décès
En 2015, elle disait : « J'aime la poésie, le direct, la pureté. C'est pas explicatif. Il faut que ce soit quelque chose que, moi, j'aime, pis que je vais pouvoir transmettre. Mais mon instrument de travail, moi, c'est la voix et le souffle ». La comédienne se retire de la vie publique à la suite d'un accident vasculaire cérébral (AVC) à la fin de février 2017. Viola Léger décède le 28 janvier 2023.

## Théâtre
- 1972-1973 : La Sagouine d’Antonine Maillet, Théâtre du Rideau Vert.
- 1974 : La Sagouine II d’Antonine Maillet, Théâtre du Rideau Vert.
- 1976 : Évangéline deusse d’Antonine Maillet, Théâtre du Rideau Vert. Rôle: Évangéline. (Elle reprend ce rôle au Festival d’Avignon en 1978, au Théâtre Jean-Duceppe à Montréal en 1996, au Théâtre de l’Île, à Hull en 1996 et au Théâtre Populaire d’Acadie, à Caraquet, en 1997).
- 1977 : La veuve enragée d’Antonine Maillet, Théâtre du Rideau Vert. Rôle: la veuve.
- 1977 : Maria Chapdelaine de Loïc Le Gouriadec d’après Louis Hémon, Théâtre du Rideau Vert. Rôle : Mère Chapdelaine.
- 1977 : La peur à Raoul de Félix Leclerc. Théâtre de l’île d’Orléans. Rôle : Caroline.
- 1978 : Quatre à quatre de Michel Garneau, Théâtre du P’tit Bonheur. Rôle : Pauline.
- 1978 : Le Bourgeois gentleman d’Antonine Maillet, Théâtre du Rideau Vert. Rôle : Joséphine. (Elle reprend ce rôle pour Le Cercle Molière, Saint-Boniface, Manitoba, en 1984).
- 1978 : Emmanuel à Joseph à Dâvit d’Antonine Maillet, Théâtre du Rideau Vert. Rôle : la vieille Anne.
- 1980 : A Little Something to Ease the Pain de René R. Aloma, St. Lawrence Centre, Toronto. Rôle : Cacha.
- 1980-1982 : Memoir de John Murrell. Theater New Brunswick, Fredericton. Rôle : Sarah Bernhardt.
- 1981 : La contrebandière d’Antonine Maillet, Théâtre du Rideau Vert. Rôle: Veuve à Calixte.
- 1981 : The Gin Game de Donald L. Coburn, Theatre Centre Warehouse à Winnipeg et nouvelle production au Centaur Théâtre à Montréal en 2000. Rôle :  Fonsia.
- 1981 : La joyeuse criée d’Antonine Maillet, Moncton.
- 1981 : Coup de sang de Jean Daigle, Théâtre du Trident. Rôle : la mère.
- 1982 : La joyeuse criée d’Antonine Maillet, Théâtre du Rideau Vert. Rôle : sept visages féminins. (Elle reprend ce rôle en 1989).
- 1983 : Empress Eugénie d’après Agnès Carey. Centaur Theatre, Montréal.
- 1983: La Lambique de Jules Boudreau et Calixte Duguay. Le Festival Acadien, Caraquet. Rôle : Lauza.
- 1983 : La Sagouine III d’Antonine Maillet, Théâtre du Rideau Vert.
- 1984: 100 pour 200, de 1755 et Gérald LeBlanc. Bicentenaire du Nouveau-Brunswick, Moncton. Rôle : Maître de cérémonie.
- 1985 : Albertine, en cinq temps de Michel Tremblay. Théâtre du P’tit Bonheur. Rôle : Albertine à l’âge 70 ans.
- 1985: Éloizes, poésie théâtrale de huit auteurs acadiens. Théâtre d’Aujourd’hui à Montréal.
- 1986 : Feux-follets de Suzan Cooper et Hume Cronyn. Théâtre de l’Île à Hull. Rôle : Annie.
- 1986 : Harold et Maude, adaptation théâtrale du film américain de Colin Higgins. Compagnie Viola Léger. Rôle : Maude.
- 1987 : Garrochés en paradis d’Antonine Maillet, Théâtre du Rideau Vert. Rôle : la Sagouine.
- 1987 : The House of Bernarda Alba, de Garcia de Lorca. Centre Stage Theatre, Kentville, Nouvelle-Écosse, Centre National des Arts, Ottawa, CentreStage, Toronto. Rôle : La Poncia, une servante.
- 1988 : Éloize et Étoile par François Barbeau. Compagnie Viola Léger.
- 1989 : La Ménagerie de verre de Tennessee Williams. Cette pièce est jouée dans les écoles du Nouveau-Brunswick. Rôle : Amanda.
- 1989 : La Joyeuse criée d'Antonine Maillet, nouvelle version mise en scène par François Barbeau avec Viola Léger et Johnny Comeau, Compagnie Viola Léger.
- 1990 : La visite des sauvages d’Anne Legault. Théâtre de l’Île à Hull. Rôle : Aline.
- 1995-1998 : Évangéline Deusse d’Antonine Maillet, TPA. Présentée en tournée au Nouveau-Brunswick et au Théâtre Jean-Duceppe à Montréal.
- 1997 : Grace et Gloria de Tom Ziegler, traduction de Michel Tremblay, Théâtre du Rideau Vert. Rôle: Grace. (Reprise au Théâtre du Rideau Vert, Montréal, 1998-2000; en tournée au Québec et au Nouveau-Brunswick de 1999-2000. Co-production Théâtre de l'Île et Théâtre Populaire d'Acadie: Cercle Molière, Winnipeg, Manitoba; Théâtre du jour, Saskatoon; Théâtre de l'Île, Gatineau; en tournée aux Maritimes, en Ontario et en Gaspésie de 2005 à 2007).
- 1999 : Le tintamarre d’Antonine Maillet, Théâtre du Rideau Vert. Rôle : la Sagouine.
- 2001-2003 : Les Troisses d’Antonine Maillet. Le Pays de la Sagouine, Bouctouche. Rôles : Aglaé, Babée, Marichette.
- 2003 : La Sagouine et son monde d’Antonine Maillet, Théâtre du Rideau Vert.
- 2003 et 2008 : Jeanne de Valois d’Antonine Maillet. Rôle : mère de Jeanne de Valois.
- 2004-2006 : L’Odyssée d’Antonine Maillet. Le Pays de la Sagouine, Bouctouche. Rôle : La Sagouine.
- 2004 : Pélagie-la-Charrette d’Antonine Maillet, Pays de La Sagouine. Reprise en 2008.
- 2006 : Citrouille chez la vieille Ozite d'Antonine Maillet. Le Pays de la Sagouine, Bouctouche. Rôle : La vieille Ozite.
- 2008 : On ne badine pas avec l’amour d'Alfred de Musset. Théâtre français de Toronto. Rôle : le Chœur.
- 2008 : Assorted Candies de Michel Tremblay (traduit en anglais par Linda Gaboriau), Thousand Islands Playhouse à Gananoque en Ontario. Rôle : Victoire.
- 2009 : Antonine et Viola c'est pas juste la Sagouine d’Antonine Maillet et Viola Léger. Théâtre de l’Île à Gatineau. Rôles : Aglaé, Babée, Marichette, Viola et la Sagouine.
- 2011 : Le chemin de la Mecque, d'Athol Fugard. Théâtre de l’Île de Gatineau et Cercle de Molière à Winnipeg. Rôle : Helen.
- 2012 : La Sagouine d’Antonine Maillet, Théâtre du Rideau Vert.

## Télévision
- 1975 : La Sagouine, réalisation Jean-Paul Fugère, Radio-Canada.
- 1977 : Décembre de Guy Dufresne, réalisation Jean-Paul Fugère, télé-théâtre, Radio-Canada. Rôle: Géraldine.
- 1977 : Dimanchowsoir, réalisation Pierre Desjardins, Radio-Canada. Rôle: La Sagouine.
- 1979 : Le plus clair de son temps, de François Tassé, réalisation Jean-Yves Laforce, télé-théâtre de Radio-Canada. Rôle : Mélanie.
- 1979 : On est venu pour rester, réalisation Pierre LeBlanc, Radio-Canada de Moncton. Rôle: La Sagouine.
- 1979 : La Sagouine d’Antonine Maillet, réalisation Mark Blandford, version anglaise à CBC, Rôle: La Sagouine.
- 1980 : Acadia, proud and alive, réalisation Ralph Waugh, CBC d’Halifax.
- 1980 : Spécial Ottawa, réalisation Maryse Boudreau, Radio-Canada.
- 1982 : Angèle, réalisation Pierre LeBlanc, variétés, Radio-Canada, Moncton.
- 1984 : Évangéline Deusse d’Antonine Maillet, réalisation Danièle J. Suissa, Productions 3 Thèmes, Radio-Canada et CBC. Rôle : Évangéline.
- 1984 : Emmanuel-à-Joseph-à-Dâvit d’Antonine Maillet, réalisation Michel Robitaille, minisérie de 5 épisodes à Radio-Québec.
- 1988: Mes Noëls en Acadie, réalisation de Léo Foucault, Radio-Canada.
- 1990-1991 : Libre-échange de Christian Fournier, Ginette Tremblay, Bernard Dansereau et Annie Piérard, TQS. Rôle : Aline Robichaud.
- 1998-2001 : Bouscotte de Victor-Lévy Beaulieu, Radio-Canada. Rôle : Gabrielle Lévesque.
- 2002 : Les Couleurs de mon accent, minisérie de David Lonergan, réalisation de Phil Comeau. Rôle : Madame LeBlanc.
- 2006 : La Sagouine, réalisation Phil Comeau, Radio-Canada.

## Filmographie
- 1985 : Toutes les photos finissent par se ressembler, docu-fiction, réalisation Herménégilde Chiasson.
- 1985 : Cap-Lumière, fiction, de Monique LeBlanc.
- 1990 : Peggy, réalisateur, Cordell Wynne.
- 1991 : Le Violon d'Arthur, fiction de Jacques Savoie. Rôle : Madame Comeau.
- 1994 : Le Secret de Jérôme de Phil Comeau et Jean Barbeau. Rôle : Modeste Bourneuf.
- 2016 : Homecare, court métrage de Pamela Gallant.

## Distinctions

### Prix et récompenses
- 1976 - Prix littéraire de La Presse
- 1978 - Chevalier de l'ordre de la Pléiade
- 1981 - Prix Dora Mavor Moore
- 1987 - Médaille du Conseil de la vie française en Amérique
- 1989 - Officier de l'Ordre du Canada
- 1991 - Chevalier de l'Ordre français des Arts et des Lettres
- 1995 - Prix d'excellence dans le domaine des arts par le gouvernement du Nouveau-Brunswick
- 1998 - Ordre des francophones d'Amérique
- 2001 - Masque de l’interprétation féminine de l’Académie québécoise du Théâtre
- 2004 - Officier de l'Ordre de la Pléiade
- 2005 - Prix Racine – Ambassadeur 2006 – Conseil provincial des Centres culturels
- 2006 - Festival des créations télévisuelles de Luchon Prix honorifique - meilleure actrice dans La Sagouine[53]
- 2007 - Prix de Mérite – Association des enseignants et des enseignantes du Nouveau-Brunswick
- 2007 - Prix Impératif français
- 2007 - Ordre du Nouveau-Brunswick
- 2012 - Prix Hommage Éloizes de l’Association acadienne des artistes professionnel.le.s du Nouveau-Brunswick
- 2013 - Prix du Gouverneur général pour les arts du spectacle – prix de la réalisation artistique

### Doctorats honoris causa
Quatre universités lui ont décerné le grade de docteur d’honneur : l’Université de Moncton en 1976 (Doctorat ès lettres); l’Université Sainte-Anne en Nouvelle-Écosse en 1981 (Doctorat ès lettres); la Saint Thomas University au Nouveau-Brunswick en 1986 (Doctorat ès lettres), et la York University en Ontario en 2010 (Doctorat en droit).

### Hommages
Depuis 2023, la salle de spectacle située au pavillon Jeanne-de-Valois du campus de Moncton est connue sous le nom de Salle Viola-Léger afin de reconnaitre son empreinte à l’Université de Moncton, mais également sur la culture acadienne, le théâtre et l’Acadie.
Elle a donné son nom à divers autres lieux, dont le Restaurant Théâtre Viola-Léger au Pays de la Sagouine, la Salle Viola-Léger à l'église historique de Barachois, l'école élémentaire Viola-Léger à Bowmanville en Ontario et à une rue de la Sagouine à Beauport et à Sainte-Catherine-de-la-Jacques-Cartier.

## Publications
- Dassylva, Martial, « Et nous autres, je clapions des mains », La Presse, 10 octobre 1972, p. E12.
- Léger, Viola, La petite histoire de la Sagouine, Moncton, Éditions Perce-Neige, 2017.  (ISBN 9782896910120)
- Lonergan, David, Acadie 72, Prise de parole, 2013.
- Mousseau, Sylvie, « La petite histoire de La Sagouine: la naissance d'un mythe », L'Acadie Nouvelle, 26 avril 2017, p. 51.
- Mousseau, Sylvie, « Le 23 juillet 1970: la naissance d'une légende rurale », L'Acadie Nouvelle, 21 juillet 2017, p. 18.

## Documentaire
- Simplement Viola, long-métrage documentaire réalisé par Rodolphe Caron en 2016 (ONF).